# Zimbabwe Afrikaanse Nationale Unie
De Zimbabwe Afrikaanse Nationale Unie (ZANU) (Engels: Zimbabwe African National Union) was een Zimbabwaanse militante organisatie die tegen de blanke minderheidsregering heeft gevochten in Rhodesië. De ZANU ontstond in 1963 als een afsplitsing van de Zimbabwe Afrikaanse Volksunie (ZAPU) en viel in 1975 uiteen in twee kampen: de ZANU-Ndonga en de ZANU-PF.

## Geschiedenis
De ZANU werd in 1963 opgericht door dominee Ndabaningi Sithole in samenwerking met de zwarte advocaat Herbert Chitepo. Zij waren ontevreden over de militante politiek van Joshua Nkomo, de leider van de in 1962 verboden Zimbabwe Afrikaanse Volksunie (ZAPU, Zimbabwe African People's Union). In 1964 benoemde Sithole Robert Mugabe tot secretaris-generaal. In tegenstelling tot de marxistisch-leninistische ZAPU van Nkomo was de ZANU van Mugabe veel meer beïnvloed door het maoïsme. Dit zorgde ervoor dat de ZANU niet zoals de ZAPU militaire steun verkreeg van de Sovjet-Unie.
De ZANU was een typische Afrikaanse bevrijdingsbeweging die eerst tegen de Britse kolonisator streed en later tegen de blanke minderheidsregering van Ian Smith. Midden jaren zestig werden de gewapende afdelingen van de ZANU, de ZANLA (Zimbabwaans Afrikaans Nationaal Bevrijdingsleger, Zimbabwe African National Liberation Army) en de radicale ZIPRA (Zimbabwaans Revolutionair Volksleger, Zimbabwe People's Revolutionary Army), opgericht. De ZIPRA- en ZANLA-guerrilla's werden in omringende landen opgeleid, waaronder in Mozambique. Nadat de ZANU verboden werd, zaten partijkopstukken als Sithole, Mugabe en Edgar Tekere jarenlang in de gevangenis.
Na de moord op Herbert Chitepo, die op 18 maart 1975 door leden van de ZANLA en ZANU werd gepleegd in Lusaka (Zambia), greep Mugabe de macht binnen de partij en viel de ZANU uiteen in twee groeperingen: de ZANU-Ndonga (onder leiding van Ndabaningi Sithole) en de ZANU-PF (onder leiding van Robert Mugabe).